# Juncus acutiflorus
Juncus acutiflorus é uma espécie de planta com flor pertencente à família Juncaceae. 
A autoridade científica da espécie é Hoffm., tendo sido publicada em Deutschland Flora 125. 1791.
O seu nome comum é junco-de-flor-aguda.

## Portugal
Trata-se de uma espécie presente no território português, nomeadamente em Portugal Continental.
Em termos de naturalidade é nativa da região atrás indicada.

## Protecção
Não se encontra protegida por legislação portuguesa ou da Comunidade Europeia.